# Johann Schmidt (Theologe, 1907)

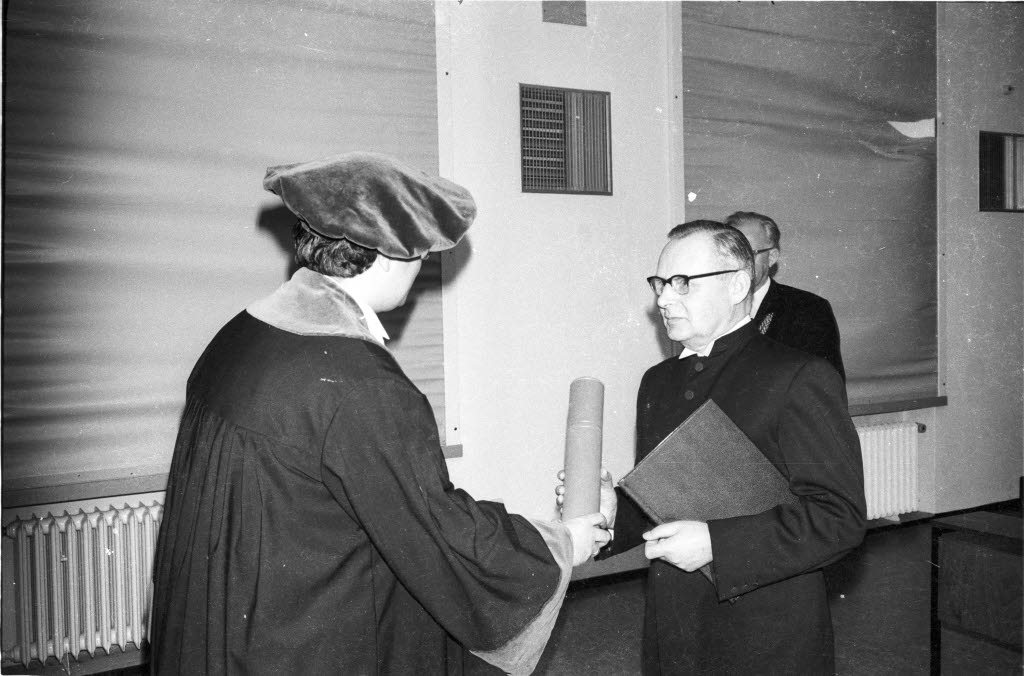
Johann Schmidt bei Erhalt der Ehrendoktorwürde der Christian-Albrechts-Universität 1967

Johann Joachim Schmidt (* 28. August 1907 in Gettorf; † 30. August 1981 im Solling) war ein deutscher evangelisch-lutherischer Pastor und Theologe. Zuletzt war er Oberlandeskirchenrat im Landeskirchenamt der Evangelisch-Lutherischen Landeskirche Schleswig-Holsteins in Kiel.

## Leben

### Schulzeit
Schmidt besuchte zunächst die Volksschule in Gettorf, später die Realschule und das Reformrealgymnasium in Eckernförde. Zwei Pastoren, Oskar Jaeger (seit 1909 in Gettorf) und Walter Lehmann (seit 1919 in Borby bei Eckernförde), ließen in ihm die Entscheidung für das Theologiestudium reifen, bevor er am 26. Februar 1929 das Abitur machte. Eine zwischen dem Abitur und dem Studienbeginn in Kiel liegende Mulus-Freizeit in Bistensee vermittelte ihm wichtige Eindrücke vom zukünftigen Beruf.

### Studium
Schmidt absolvierte die Sprachprüfungen in Hebräisch und Griechisch, Latein hatte er schon auf der Schule gelernt. Das Studienbuch für die Kieler Semester (SS 1929 – WS 1930/31) weist besonders die Namen Wilhelm Caspari, Hermann Mulert, Heinrich Rendtorff, Otto Scheel, Hans Windisch auf, dann auch Kurt Dietrich Schmidt. Auffallend im SS 1930: Arabisch für Anfänger. 
Im Sommersemester 1931 wechselte Schmidt nach Erlangen. Hier sind es Otto Procksch, Hermann Strathmann, Werner Elert, Paul Althaus und Friedrich Hauck, bei denen Schmidt hörte – immerhin 24 Wochenstunden, davon wiederum zwei Stunden Arabisch und zwei Seminare. 
Zum Wintersemester 1931/32 kehrte Schmidt wieder nach Kiel zurück, wo dann noch vier weitere Semester folgten. Am 1. Mai 1933 trat er der NSDAP bei (Mitglieds-Nr. 2740611). 
Seine wissenschaftliche Hausarbeit für das 1. Examen schrieb Schmidt über das Thema: „Was ist Rechtschaffenheit nach den Sprüchen und dem Prediger?“ Am 6. Oktober 1934 schloss Schmidt das 1. Examen ab. Mit Verfügung des Landeskirchenamtes in Kiel vom 6. November 1934 erfolgte seine Ernennung zum Vikar.

### Vikariat in Kiel
Schmidt wurde dem Kieler Pastor Voß als Lehrvikar zugewiesen. Mit Bescheid des Landeskirchenamts vom 24. Juli 1935 erfolgte die Streichung aus der Kandidatenliste mit sofortiger Wirkung. 34 Vikare, unter ihnen auch Schmidt, hatten dem Landeskirchenausschuss mitgeteilt, „dass sie zur Bekenntnisgemeinschaft der evangelisch-lutherischen Landeskirche Schleswig-Holstein gehören und der vorläufigen Leitung der Deutschen Evangelischen Kirche Marahrens-Breit wie den von ihr anerkannten Organen unterstehen“. Aufgefordert, sich der landeskirchlichen Ordnung zu fügen, hatten sie erklärt, dass sie „angesichts der kirchlichen Notlage unserer schleswig-holsteinischen Landeskirche nur den Landesbruderrat als die geistliche Leitung der Landeskirche und die von ihm in Ausübung dieser geistlichen Leitung übernommene Ausbildung der Kandidaten und Vikare anerkennen“. Damit war der Bruch praktisch vollzogen, alle mit der Aufnahme in die Kandidatenliste verliehenen Rechte wurden entzogen, fällig gewordene Ausbildungsbeiträge waren zurückzuzahlen.
Unter dem 28. Juli erfolgte bei dem Landesbruderrat die Meldung zum 2. Examen, die Prüfung wurde im Herbst 1935 abgelegt. Schmidt führte bei seiner Probekatechese aus: Wer „Blut, Boden, Volk“ zu seinen Göttern mache, übertrete das Erste Gebot. Die Anstellungsfähigkeit wurde im Anschluss an die bestandene Prüfung durch den Landesbruderrat verliehen. Am 26. Oktober 1935 wurde Schmidt zusammen mit seinen Freunden in der Alten Kirche in Harburg von dem hannoverschen Landesbischof Marahrens ordiniert.
Die Prüfung der Kandidaten wurde von der vom Bruderrat eingesetzten Prüfungskommission abgenommen. Diese hielt sich ausdrücklich an die Prüfungsbestimmungen der Landeskirche nach dem Anstellungsfähigkeitsgesetz von 1924. In der schleswig-holsteinischen Landeskirche war es zwar zu zwei Leitungen gekommen, trotzdem gab es auch Gemeinsames, das in einem so wichtigen Vorgang wie einer theologischen Prüfung seinen Ausdruck finden konnte. So fielen die Kandidaten nicht aus dem Zusammenhang des landeskirchlichen Gefüges heraus: Sie hatten ihre Anstellungsvoraussetzungen nach den für die Landeskirche geltenden und nicht nach eigenen Bestimmungen des Bruderrates erworben.

### Jugendpastor, Provinzialvikar und Hilfsgeistlicher in Kiel
Die sich formierende Bekennende Kirche in Schleswig-Holstein beauftragte Schmidt von 1935 bis 1937 mit der Nachfolge Wolfgang Prehns im Jugendpfarramt Kiel. Schmidt hielt Bibelarbeiten in verschiedenen Jugendgruppen, veranstaltete Lager und Freizeiten mit Konfirmanden, sammelte Primaner, die sich für Theologie interessierten. Er holte dabei Männer der Mission zu Hilfe wie Walter Freytag, Heinrich Meyer, Martin Pörksen, Reimer Speck u. a. Dabei verhandelte er so geschickt mit Führern des Reichsarbeitsdienstes und der Hitler-Jugend, dass er seinen Arbeitsbericht mit dem Satz schließen konnte:
„Alle Lager konnten ohne Störung durchgeführt werden.“ – „Jugendarbeit hat Verkündigung zu sein.“
Die Bestellung zum Provinzialvikar konnte erst nach Bildung des Landeskirchenausschusses erfolgen, und zwar im November 1936. Schmidt wurde die Verwaltung einer Hilfsgeistlichen-Stelle in Kiel übertragen, wo er vorher bereits als Jugendpastor gearbeitet hatte. 1937 erfolgte die Ernennung zum Hilfsgeistlichen in Kiel.

### Pastor in Flensburg
Schmidt trat 1938 aus der NSDAP aus; im Zuge seiner Entnazifizierung gab er an, diesen Schritt „aus gewissensmäßigen Gründen“ vollzogen zu haben. Zum 17. Juli 1938 wurde Schmidt als 2. Pastor an die Diakonissenanstalt in Flensburg berufen. Es war vor allem der seelsorgerliche Dienst, der ihn ganz und gar ausfüllte, hinzu kam aber mit großem Gewicht das „Eintauchen“ in die theologische Tradition und die Frömmigkeit dieser Einrichtung: Emil Wacker und Carl Matthiesen wurden für ihn prägende Zeugen des Evangeliums und lutherischer Theologie.

### Theologische Väter
Besonders einer Gestalt der schleswig-holsteinischen Kirchengeschichte fühlte Schmidt sich verbunden: Claus Harms, dem Theologen des „zweiten Bildungsweges“, der vierzig Jahre Pastor in Kiel gewesen war. Schmidt nannte ihn einen „Kirchenvater des 19. Jahrhunderts“. Mit unermüdlichem Fleiß sammelte und bewahrte er Predigten, Vorträge und Schriften von Claus Harms. Er wirkte entscheidend mit an der Herausgabe der Ausgewählten Schriften und Predigten (Flensburg 1955), widmete ihm eine große Anzahl von Vorträgen und Aufsätzen, stellte schließlich nach 1976 eine kleinere Auswahl aus seinem Werk zusammen. Als durch seine Initiative 1965 in Kiel ein zweiter Ausbildungsweg für Theologen eröffnet wurde, setzte Schmidt sich dafür ein, dass diese Einrichtung den Namen „Claus-Harms-Kolleg“ erhielt, genauso wie auch ein Stipendium zur Fortbildung von Pastoren den Namen dieses bedeutenden Theologen trug.
Neben Claus Harms zählte Schmidt Hans Asmussen zu den theologischen „Vätern“. Auch er war ein bewusst lutherischer Theologe, ebenfalls in der Flensburger Tradition verwurzelt, der mit seinen Schriften Die Offenbarung und das Amt, Die Seelsorge, Die Lehre vom Gottesdienst und Die Kirche und das Amt einen geradezu radikal lutherischen Neuansatz für die Pastoraltheologie brachte. Er war es auch, der für viele junge Pastoren damals die Theologie des Kirchenkampfes entscheidend prägte in der ständigen Rückführung auf Bibel und Bekenntnis.
Anderer Art war die Beziehung zu den späteren Bischöfen Wilhelm Halfmann und Reinhard Wester. Schmidt widmete dem Andenken dieser beiden Männer seinen kleinen Band mit ausgewählten Schriften von Claus Harms (Gütersloh 1976). Auch diese Beziehung ging vom Kirchenkampf aus und fand dann ihre intensive Fortsetzung später, nachdem er schon bald nach Kriegsende – zunächst 1947 kommissarisch und dann seit 1950 endgültig – als Dezernent für Ausbildung und Mission ins Kieler Landeskirchenamt berufen wurde.

### Volksmissionar in Breklum, Soldat in Husum
Die Tätigkeit in Flensburg fand 1939 durch den Wechsel nach Breklum ihr Ende, wo Schmidt bis 1947 – allerdings unterbrochen durch den Kriegsdienst – mit großer Hingabe arbeitete. 

### Ausbildungsreferent in Kiel, Gemeindepfarramt in Flemhude
Nach 1945 arbeitete Schmidt zunächst noch zwei Jahre als Volksmissionar „der ersten Stunde“ im Katechetischen Seminar in Breklum und übernahm ab 1947 neben der kommissarischen Zuständigkeit für die Ausbildung der Theologen im Landeskirchenamt ein volles Gemeindepfarramt an der St.-Georg-und-Mauritius-Kirche in Flemhude bei Kiel. Flemhude war damals eine große Gemeinde mit vier Flüchtlingslagern. Er besuchte während seines Dienstes dort alle Häuser in der Gemeinde und kümmerte sich um die Flüchtlinge. Der Patronatsfamilie blieb er bis zu seinem Tod verbunden. Hier entstand auch die Flemhuder Konferenz.

### Ausbildungsdezernent
1950 wurde Schmidt theologischer Dezernent im Kieler Landeskirchenamt. Phantasie entwickelte er, als er anfing, in jedem Semester in den einzelnen Fakultäten die schleswig-holsteinischen Theologiestudenten zu besuchen. Das hatte es vorher nicht gegeben. Aber es war bald eine Selbstverständlichkeit, die schnell auch von anderen Landeskirchen übernommen wurde. Auf diese Weise entstand ein ganz intensiver Kontakt der Studenten zu ihrer Kirche.
In den Zusammenhang der Theologenausbildung gehört auch das Claus-Harms-Kolleg, ebenfalls eine „Erfindung“ von Schmidt. Entstanden war es ursprünglich aus der Idee, ein evangelisches Gymnasium zu gründen. Diese Idee fand seinerzeit viele Anhänger, konnte sich schließlich aber doch nicht durchsetzen. Was blieb, war ein evangelisches Aufbaugymnasium, das junge Menschen mit einer praktischen Berufsausbildung zum Abitur führen und auf das Theologiestudium vorbereiten sollte. Ähnliche Einrichtungen gab es auch schon andernorts, aber diese Zuspitzung auf die Vorbereitung für das Theologiestudium, die dann auch den Lehrplan bestimmte, war neu. Die Einrichtung konnte 1965 nach jahrelanger Vorbereitung schließlich die Arbeit aufnehmen und hat für gut zehn Jahre viele junge Menschen zum Abitur gebracht. Als das allgemeine Schulsystem mit seiner größeren Durchlässigkeit solche aufbauenden Ausbildungen selbst zur Verfügung stellte, konnte das Claus-Harms-Kolleg seine Tätigkeit einstellen. Zunächst war daran gedacht, ein volles evangelisches Gymnasium daraus zu machen, dazu fehlte es aber an ideeller und materieller Unterstützung.

### Missionsdezernent
Als Dezernent und Lehrbeauftragter für Mission konnte Schmidt viel dafür tun, dass Mission geschah und die Liebe zu ihr geweckt wurde. Er selbst war nie draußen – abgesehen von einer Reise nach Indien 1969/70 –, trotzdem war er ein hervorragender Kenner der Missionsfelder und der Religionsgeschichte. Seine theologischen Väter in diesem Bereich waren Walter Freytag und Georg Vicedom, aber auch mit Hans-Werner Gensichen und Jochen Margull pflegte er regen Austausch. Er gehörte einer Vielzahl von Gremien und Vorständen der Mission an, insbesondere auch dem Kuratorium der Missionsakademie an der Universität Hamburg, an die er auch gern für ein Semester Vikare schickte.
Schmidt begleitete mit großer Aufmerksamkeit den Weg der Ökumene, insbesondere die Arbeiten der Kommission für Glauben und Kirchenverfassung. Es war typisch für ihn, dass auch hier Personen eine entscheidende Bedeutung für seine Einstellung hatten: Nathan Söderblom war für ihn die zentrale Persönlichkeit. Von ihm hat er viel gelernt, seinem Denken fühlte er sich verpflichtet.

### Im Ruhestand
Nach seiner Pensionierung war Schmidt weiterhin Lehrbeauftragter für Mission in Kiel, arbeitete weiter mit in Vorständen und Gremien der Mission, hielt Vorträge und schrieb Aufsätze.
Er baute auch Neues auf: Er wurde Klosterprediger am Adeligen Kloster Preetz und Seelsorger in der Kurklinik Freudenholm bei Preetz. Beide Aufgaben versah er fast zehn Jahre lang.
Er verstarb während eines Erholungsurlaubes im Solling.

## Familie
Am 18. August 1938 heiratete Schmidt Lieselotte Kuhrt aus Osdorf. Sie hatten mehrere Kinder, später auch Enkel.

## Ehrungen
- Ehrendoktorwürde der Theologischen Fakultät der Christian-Albrechts-Universität zu Kiel
- 1973: Bundesverdienstkreuz 1. Klasse
- Ehrenmitgliedschaft im Verein für Schleswig-Holsteinische Kirchengeschichte

## Veröffentlichungen (Auswahl)

### Autor
- Bischof D. Wilhelm Heinrich Koopmann, Generalsuperintendent des Herzogtums Holstein von 1855 bis 1871, in: Festschrift zum hundertjährigen Bestehen des evangelisch-lutherischen Landeskirchenamtes in Kiel, Flensburg 1968, S. 63–79 (Sonderdruck aus: Schriften des Vereins für Schleswig-Holsteinische Kirchengeschichte, II. Reihe (Beiträge und Mitteilungen) 23./24. Band, 1967/68).
- Was vor Gott recht ist, Kiel-Holtenau 1981, in: Kurt Jürgensen, Friedrich-Otto Scharbau, Werner H. Schmidt (Hrsg.): Gott loben das ist unser Amt. Beiträge zu einem Leitwort (Gedenkschrift Johann Schmidt), Kiel 1984, S. 9–21 (online auf pkgodzik.de).
- Claus Harms und die Mission, in: Otto Waack u. a. (Hrsg.): So sende ich Euch. Festschrift für Martin Pörksen zum 70. Geburtstag, Stuttgart 1973, S. 191–201.
- Frömmigkeit und Theologie in Schleswig-Holstein von den Anfängen der Christianisierung bis zum Vorabend der Reformation, in: Schleswig-Holsteinische Kirchengeschichte, Bd. 2, Neumünster 1978, S. 189–242.

Dazu kommen mehrere Artikel im Biographischen Lexikon für Schleswig-Holstein und Lübeck.

### Herausgeber
- Wilhelm Halfmann: Predigten, Reden, Aufsätze, Briefe. Aus dem Nachlass zusammengestellt und bearbeitet von Wilhelm Otte, Karl Hauschildt und Eberhard Schwarz, Kiel 1964.
- Claus Harms, ein Kirchenvater des 19. Jahrhunderts. Auswahl aus seinen Schriften, Mohn, Gütersloh 1976.